# Yola Semedo
Yola Semedo Moutofa Coimbra (* 8. Mai 1978 in Lobito, Provinz Benguela) ist eine angolanische Sängerin.

## Leben und Wirken
Yola Semedo wuchs in einer Musikerfamilie auf. Ihr Vater war Musiklehrer. Sie gewann im Jahr 1995 den Preis „Goldene Stimme Afrikas“ der UNESCO, das in Bulgarien organisiert wurde. Sie trat als Vertreterin Angolas auf dem Festival auf. In ihrem Land wurde sie bisher dreimal in den Jahren 2000, 2006 und 2007, als beste weibliche Stimme ausgezeichnet. Im Oktober 2010 gewann sie in Luanda zum ersten Mal den Titel „Top dos mais Queridos“ (dt.Top der Beliebtesten).
Kizomba, Semba und Zouk sind ihre Musikstilrichtungen. In ihrem Repertoire besingt sie vor allem Themen wie Liebe, Verrat und Glück. Sie ist Botschafterin der Chevron für den Kampf gegen Malaria und HIV in Angola. Ihr bekanntestes und bisher letztes Album veröffentlichte sie im Jahr 2010 mit dem Titel Minha Alma. Nachdem sie in Angola in den letzten 25 Jahren zur beliebtesten Sängerin avancierte, möchte sie sich in der Zukunft vermehrt in eine internationale Karriere investieren. Dazu bereist sie vor allem Portugal, Brasilien und Frankreich.